# Люсьєн Ребюффі
Люсьєн Ребюффі (фр. Lucien Rebuffic, 22 грудня 1924 — 4 січня 1997) — французький баскетболіст.
Срібний призер Олімпійських ігор 1948 року.